# 萬事占卜處 歡迎來到陰陽屋
《萬事占卜處 歡迎來到陰陽屋》，2013年日本電視劇，由關西電視台製作，2013年10月8日至12月17日期間於富士電視網播出。此劇由錦戶亮主演。
原著小說台灣中文版2015年11月5日出版上市，由天使出版國際文化出版。

## 劇情
安倍祥明原是六本木No.1的牛郎，卻突然改行當起算命大師，在王子稻荷商店街開了一家陰陽屋，專門替人驅除惡靈、排憂解難。沒有任何通靈能力的他，靠著傑出口才和同理心及俊俏外貌，替委託者解決各種問題。

## 角色列表

### 王子稲荷商店街
- 安倍祥明〈30〉- 錦戶亮（少年時期：步輝）（香港配音：李致林）
- 只野路子〈25〉- 倉科加奈（少女時期：谷花音）（香港配音：黃淑芬）
- 澤崎瞬太〈15〉[3] - 知念侑李（Hey! Say! JUMP）（香港配音：張裕東）
- 鮎川珠希〈22〉- 柏木由紀（香港配音：羅孔柔）
- 高坂則男〈45〉- 宮川一朗太（香港配音：劉昭文）
- 金井江美子〈47〉- 濱田麻里（香港配音：許盈）
- 駒形千鶴〈50〉 - 布施繪理（香港配音：蔡惠萍）
- 內藤源次郎〈69〉- 杉良太郎（香港配音：盧國權）

### 其他
- 槙原秀行〈30〉 - 駿河太郎（香港配音：劉奕希）
- 高坂史尋〈16〉 - 西山潤（香港配音：李震權）
- 岡島拓人〈16〉 - 山形匠（香港配音：陳灝瑋）
- 澤崎吾郎〈43〉 - 見榮晴（香港配音：馮志輝）
- 澤崎綠〈42〉 - 南野陽子（香港配音：謝潔貞）
- 三井春菜 - 加藤里保菜（香港配音：黃昕瑜）
- 雨宮咲月〈享年21〉 - 山田麻衣子（香港配音：林元春）

### 客串

#### 第1話
- 里見由實香 - 鈴木梨央（香港配音：陳皓宜）
- 里見健介  - 戶次重幸（香港配音：蕭徽勇）
- 里見香名子  - 春木美佐代（香港配音：梁少霞）

#### 第2話
- 金井隆平 - 若葉龍也（香港配音：關令翹）
- 美希 - 上野夏美（香港配音：林元春）

#### 第3話
- 宮內夏央 - 波瑠（香港配音：成瑤孆）
- 宮內麻子 - 渡邊杉枝（幼少時期：采澤真實）
- 森田律子 - 松本純（香港配音：黃麗芳）
- 森田市子 - 松山尚子（香港配音：陸惠玲）
- 森田喜美代- 山野海（香港配音：林元春）
- 奧野和宏 - 櫻井聖（香港配音：蕭徽勇）

#### 第4話
- 細川季實子 - 關惠美（香港配音：羅杏芝）
- 清水昭雄 - 塚原大助（香港配音：馮錦堂）
- 菅原智樹 - 石川雅宗 （香港配音：黃積權）

#### 第5話
- 牛島祐輔 - 落合扶樹（香港配音：關令翹）
- 早乙女江見 - 吉倉葵（香港配音：吳羨婷）
- 日高真央 - 久家心（香港配音：成瑤孆）
- 宇和島聰 - 田窪一世（香港配音：林保全）
- 高野明美 - 千葉雅子（第3話）（香港配音：陸惠玲）

#### 第6話
- 門倉百合江 - 島香織（香港配音：黃玉娟）（年輕時期：高久千草；香港配音：羅杏芝）
- 矢下純子 - 赤座美代子（香港配音：黃麗芳）（年輕時期：筒井奏；香港配音：魏惠娥）
- 神林葵 - 欽先生（香港配音：陳廷軒）
- 門倉達郎 - 中原裕也（香港配音：黃啟昌）
- 門倉美保 - 津乃村真子（香港配音：柚子蜜）

#### 第7話
- 山田清志 - 永井大（香港配音：關令翹）
- 坂上美雪 - 原史奈 （香港配音：黃瑩瑩）
- 坂上朋奈 - 庵原涼香（幼少時期：高嶋琴羽）（香港配音：陳皓宜）
- 朔夜 - 高濱正朋（第6話）
- 綺羅 - 柳喬之（第6話）
- 武斗 - 塔倫亞蘭悟（ダレアレ悟，Deleanu Satoshi，羅馬尼亞與日本混血）（第6話）[4]

#### 第8話
- 織田友紀奈 - 岡本玲[5]（香港配音：凌晞）
- 木下 - 內山信二（香港配音：黃啟昌）

#### 第9話
- 唐澤數彥 - 田中幸太朗（香港配音：曹啟謙）
- 竹內達也 - 薄井賢明（香港配音：關令翹）

#### 第10話
- 只野照子 - 橫山惠（香港配音：沈小蘭）（年輕時期：重廣禮香；香港配音：成瑤孆）
- 只野寬和 - 中村誠（香港配音：招世亮）（年輕時期：平田裕一郎；香港配音：有待確認）

#### 最終話
- 安倍春代 - 香山美子（香港配音：袁淑珍）（第10話）
- 乘鞍完治 - 鄭龍進（香港配音：梁偉德）（第10話）

## 製作人員
- 原作 - 天野頌子《萬事占卜處 歡迎來到陰陽屋》《萬事占卜處 陰陽屋的愛情魔咒》《萬事占卜處 陰陽屋暴風雨的預感》《萬事占卜處 陰陽屋危機》《萬事占卜處 陰陽屋誠徵打工》（白楊社刊）
- 編劇 - 黑岩勉
- 音樂 - 井筒昭雄
- 導演 - 土方政人、植田泰史、三木茂
- 主題歌 - 關西傑尼斯8「心空模樣」（Teichiku Entertainment）
- 劇中使用曲 - 「ラストスケバン☆めんち切り」（第8話）[6]
- 助導 - 山内大典
- 音樂製作人 - 志田博英
- 選曲，音響效果 - 龜森素子
- 攝影 - 栗栖直樹、後藤継一郎
- 電腦繪圖，標題背景 - 鈴木鐵平（富士電視台）
- 食品統籌 - 原優子（はらゆうこ）
- 特殊造型 - 臼井則政
- 插圖 - 長友心平
- 漫畫 - 田中智佳
- 陰陽道監督 - 高橋圭也、鈴木一馨
- 技術協力 - VASC
- 美術協力 - BEENS
- 攝影協力 - 東京都北區、王子稻荷神社、梶原銀座商店街、多摩定位服務
- 編成 - 乾正志（關西電視台）、松本祐紀（富士電視台）
- 製作人 - 豐福陽子（關西電視台）、稻田秀樹（共同電視）、小林宙（共同電視）
- 協力製作人 - 山下有為（關西電視台）、廣岡美代
- 制作 - 關西電視台
- 製作出品 - 共同電視

## 集數列表
| 各話                                                    | 放送日期 | 副標題                   | 節目表                                 | 導演     | 收視率 |
| ------------------------------------------------------- | -------- | ------------------------ | -------------------------------------- | -------- | ------ |
| 第1話                                                   | 10月8日  | （家暴父親被狐仙附身）   | （前牛郎占卜師，含笑解決迷團？）       | 土方政人 | 11.5%  |
| 第2話                                                   | 10月15日 | （被詛咒的拉麵）         | （空腹的占卜師，解決被詛咒的拉麵之謎） | 土方政人 | 9.4%   |
| 第3話                                                   | 10月22日 | （尋找消失的1億日圓）    | （找的到1億日圓嗎？消失的遺囑不見了）  | 植田泰史 | 9.3%   |
| 第4話                                                   | 10月29日 | （小心戀愛占卜）         | （在3天內結婚的方法是？小心戀愛占卜）  | 植田泰史 | 9.0%   |
| 第5話                                                   | 11月5日  | （晚間10點的鬧鬼病房？） | （被詛咒的醫院？占星術與美女幽靈之謎） | 土方政人 | 8.4%   |
| 第6話                                                   | 11月12日 | （王子怪貓騷動）         | （噪音大嬸與怪貓之屋 鄰居的詛咒）      | 三木茂   | 7.8%   |
| 第7話                                                   | 11月19日 | （和好要在晚餐後）       | （陰陽師餐廳？解謎要在晚餐時）         | 植田泰史 | 7.5%   |
| 第8話                                                   | 11月26日 | （詛咒大賽！女狐仙之戰） | （女性總選舉 對手害怕詛咒）            | 土方政人 | 9.0%   |
| 第9話                                                   | 12月3日  | （被詛咒的學校）         | （被詛咒的放牛班 陰陽師闖入高中）      | 三木茂   | 8.2%   |
| 第10話                                                  | 12月10日 | （16年前的信）           | （前牛郎占卜師誘惑妻子）               | 植田泰史 | 7.4%   |
| 最終話                                                  | 12月17日 | （滾出這裡，陰陽屋！）   | （再見了祥明 冒牌占卜師的最終去處）    | 土方政人 | 8.1%   |
| 平均收視率 8.7%（收視率由Video Research於關東地區統計） |          |                          |                                        |          |        |

## 外部連結
- 關西電視台官方網站 （页面存档备份，存于）（日語）
- 緯來日本台官方網站 （页面存档备份，存于）（繁體中文）
- 萬事占卜處 歡迎來到陰陽屋的X（前Twitter）

## 節目的變遷
| 日本關西電視台、富士電視台系 週二10時連續劇         | 日本關西電視台、富士電視台系 週二10時連續劇    | 日本關西電視台、富士電視台系 週二10時連續劇 |
| --------------------------------------------------- | ---------------------------------------------- | ------------------------------------------- |
|                                                     | （2013.10.08 - 2013.12.17）                    |                                             |
| STAR MAN 這顆星上的戀愛 （2013.07.09 - 2013.09.10） | 白色榮光4 螺旋迷宮 （2014.01.07 - 2014.03.18） |                                             |

| 臺灣緯來日本台 週一至週五 20:00 - 22:00 | 臺灣緯來日本台 週一至週五 20:00 - 22:00 | 臺灣緯來日本台 週一至週五 20:00 - 22:00 |
| --------------------------------------- | --------------------------------------- | --------------------------------------- |
|                                         | 算命大師說 （2014.10.21 - 2014.11.04）  |                                         |
| 嫁到這一家 （2014.10.02 - 2014.10.17）  | 花子與安妮 （2014.11.05 - 2015.01.15）  |                                         |

| 香港 無綫網絡電視煲劇1台 另類劇場 星期六 23:00 - 00:00 | 香港 無綫網絡電視煲劇1台 另類劇場 星期六 23:00 - 00:00    | 香港 無綫網絡電視煲劇1台 另類劇場 星期六 23:00 - 00:00 |
| ------------------------------------------------------ | --------------------------------------------------------- | ------------------------------------------------------ |
|                                                        | （2014.10.04 - 2014.12.13）                               |                                                        |
| -鬼追人-（23:00-00:15） （2014.08.23 - 2014.09.27）    | 花樣爺爺搜查隊（23:00-01:00） （2014.12.20 - 2015.01.24） |                                                        |